# Néstor Duarte
Néstor Duarte (Callao, 8 de septiembre de 1990) es un futbolista peruano. Juega de defensa central. Tiene 34 años. 

## Trayectoria
Fue formado en las divisiones menores de la Academia Deportiva Cantolao. Tras su gran actuación en la Copa Mundial de Fútbol Sub-17 de 2007 fue fichado por Universitario de Deportes en septiembre de 2007. Su debut en la primera división se produjo el 11 de noviembre de 2007 en el encuentro entre Universitario y Sport Boys, disputado en el Estadio Monumental, el cual culminó con la victoria del cuadro crema por 3-1. Jugó de titular los 2 partidos contra Deportivo Quito en la Copa Sudamericana 2008.
Formó parte del equipo de Universitario de Deportes sub-20 que conquistó la Copa Libertadores Sub-20 de 2011 realizada en el Perú. Jugó también la Copa Libertadores 2009 y Copa Libertadores 2010 luego de ser campeón del Campeonato Descentralizado 2009 donde alternó 8 partidos. El 2013 fue su mejor año en lo futbolístico, fue uno de los jugadores más utilizados por Ángel Comizzo, además salió campeón. Es recordado por el gol de penal que le marcó a Real Garcilaso, y que le sirvió al club merengue para ser campeón en la final de ese año.
Siguió en Universitario de Deportes donde disputó 34 partidos pero no convirtió goles. En la temporada 2015 disputó 21 partidos entre Liga y Copa. Solo marcó 1 gol. Para la temporada 2016 fue fichado por Ayacucho F. C. donde no tuvo muchos minutos, solo disputó  10 partidos. En 2017 luego de no tener la continuidad deseada fue a la Univiversidad Técnica de Cajamarca donde jugó 31 partidos y anotó 1 gol, llegando a la final del Torneo de Verano 2017.

## Selección nacional
Ha sido internacional con la selección de fútbol del Perú en la categorías sub-17 y sub-20. Participó en la Copa Mundial de Fútbol Sub-17 de 2007 realizada en Corea del Sur y en el Campeonato Sudamericano Sub-20 de 2009 en Venezuela. El 21 de marzo de 2012, debutó con la selección absoluta en un encuentro amistoso ante la selección de Chile que finalizó con marcador de 3-1 a favor de los chilenos.

### Participaciones en Copas del Mundo
| Mundial                     | Sede          | Resultado        |
| --------------------------- | ------------- | ---------------- |
| Copa Mundial Sub-17 de 2007 | Corea del Sur | Cuartos de final |

## Estadísticas

### Clubes
| Club                              | Temporada           | Liga | Liga | Copas Nacionales * | Copas Nacionales * | Copas Internacionales ** | Copas Internacionales ** | Total | Total |
| Club                              | Temporada           | PJ   | G    | PJ                 | G                  | PJ                       | G                        | PJ    | G     |
| --------------------------------- | ------------------- | ---- | ---- | ------------------ | ------------------ | ------------------------ | ------------------------ | ----- | ----- |
| Universitario de Deportes · Perú  | 2007                | 5    | 0    | 0                  | 0                  | 0                        | 0                        | 5     | 0     |
| Universitario de Deportes · Perú  | 2008                | 33   | 0    | 0                  | 0                  | 2                        | 0                        | 35    | 0     |
| Universitario de Deportes · Perú  | 2009                | 6    | 0    | 0                  | 0                  | 0                        | 0                        | 6     | 0     |
| Universitario de Deportes · Perú  | 2010                | 20   | 0    | 0                  | 0                  | 0                        | 0                        | 20    | 0     |
| Universitario de Deportes · Perú  | 2011                | 17   | 0    | 1                  | 0                  | 4                        | 0                        | 22    | 0     |
| Universitario de Deportes · Perú  | 2012                | 27   | 0    | 0                  | 0                  | 0                        | 0                        | 27    | 0     |
| Universitario de Deportes · Perú  | 2013                | 41   | 1    | 0                  | 0                  | 0                        | 0                        | 41    | 1     |
| Universitario de Deportes · Perú  | 2014                | 18   | 0    | 11                 | 0                  | 5                        | 0                        | 34    | 0     |
| Universitario de Deportes · Perú  | 2015                | 15   | 1    | 5                  | 0                  | 1                        | 0                        | 21    | 1     |
| Universitario de Deportes · Perú  | Total               | 182  | 2    | 17                 | 0                  | 12                       | 0                        | 211   | 2     |
| Real Garcilaso · Perú             | 2016                | 7    | 0    | 0                  | 0                  | 0                        | 0                        | 7     | 0     |
| Real Garcilaso · Perú             | Total               | 7    | 0    | 0                  | 0                  | 0                        | 0                        | 7     | 0     |
| Ayacucho F. C. · Perú             | 2016                | 3    | 0    | 0                  | 0                  | 0                        | 0                        | 3     | 0     |
| Ayacucho F. C. · Perú             | Total               | 3    | 0    | 0                  | 0                  | 0                        | 0                        | 3     | 0     |
| Univ. Técnica de Cajamarca · Perú | 2017                | 31   | 1    | 0                  | 0                  | 0                        | 0                        | 31    | 1     |
| Univ. Técnica de Cajamarca · Perú | Total               | 31   | 1    | 0                  | 0                  | 0                        | 0                        | 31    | 1     |
| Sport Huancayo · Perú             | 2018                | 0    | 0    | 0                  | 0                  | 0                        | 0                        | 0     | 0     |
| Sport Huancayo · Perú             | Total               | 0    | 0    | 0                  | 0                  | 0                        | 0                        | 0     | 0     |
| Academia Cantolao · Perú          | 2018                | 4    | 1    | 0                  | 0                  | 0                        | 0                        | 4     | 1     |
| Academia Cantolao · Perú          | 2019                | 1    | 0    | 0                  | 0                  | 0                        | 0                        | 1     | 0     |
| Academia Cantolao · Perú          | Total               | 5    | 1    | 0                  | 0                  | 0                        | 0                        | 5     | 1     |
| Pirata F. C. · Perú               | 2020                | 6    | 0    | 0                  | 0                  | 0                        | 0                        | 6     | 0     |
| Pirata F. C. · Perú               | 2021                | 22   | 4    | 0                  | 0                  | 0                        | 0                        | 22    | 4     |
| Pirata F. C. · Perú               | Total               | 28   | 4    | 0                  | 0                  | 0                        | 0                        | 28    | 4     |
| Total en su carrera               | Total en su carrera | 256  | 8    | 17                 | 0                  | 12                       | 0                        | 285   | 8     |

- (*) Torneo del Inca.
- (**) Copa Sudamericanay Copa Libertadores de América .

### Selección nacional
| \| Fecha \| Ciudad \| Local \| Resultado \| Visitante \| Competencia \| Goles \| \| ---------- \| ------------- \| ---------- \| --------- \| ----------------- \| -------------------------- \| ----- \| \| 21-03-2012 \| Arica \| Chile \| 3:1 \| Perú \| Amistoso \| 0 \| \| 14-11-2012 \| Houston \| Honduras \| 0:0 \| Perú \| Amistoso \| 0 \| \| 26-03-2013 \| Lima \| Perú \| 3:0 \| Trinidad y Tobago \| Amistoso \| 0 \| \| 17-04-2013 \| San Francisco \| Perú \| 0:0 \| México \| Amistoso \| 0 \| \| 11-10-2013 \| Buenos Aires \| Argentina \| 3:1 \| Perú \| Clasificación Mundial 2014 \| 0 \| \| 16-10-2013 \| Lima \| Perú \| 1:1 \| Bolivia \| Clasificación Mundial 2014 \| 0 \| \| Total \| \| Presencias \| 6 \| \| Goles \| 0 \| |               |            |           |                   |                            |       |
| Fecha | Ciudad        | Local      | Resultado | Visitante         | Competencia                | Goles |
| 21-03-2012 | Arica         | Chile      | 3:1       | Perú              | Amistoso                   | 0     |
| 14-11-2012 | Houston       | Honduras   | 0:0       | Perú              | Amistoso                   | 0     |
| 26-03-2013 | Lima          | Perú       | 3:0       | Trinidad y Tobago | Amistoso                   | 0     |
| 17-04-2013 | San Francisco | Perú       | 0:0       | México            | Amistoso                   | 0     |
| 11-10-2013 | Buenos Aires  | Argentina  | 3:1       | Perú              | Clasificación Mundial 2014 | 0     |
| 16-10-2013 | Lima          | Perú       | 1:1       | Bolivia           | Clasificación Mundial 2014 | 0     |
| Total |               | Presencias | 6         |                   | Goles                      | 0     |

### Resumen estadístico
| Competición           | Encuentros | Goles | Promedio |
| --------------------- | ---------- | ----- | -------- |
| Liga                  | 256        | 3     | 0,01     |
| Copas nacionales      | 17         | 0     | 0        |
| Copas internacionales | 12         | 0     | 0        |
| Selección del Perú    | 6          | 0     | 0        |
| Total                 | 291        | 3     | 0,01     |

## Palmarés

### Títulos nacionales
| Título                    | Club                      | País | Año  |
| ------------------------- | ------------------------- | ---- | ---- |
| Torneo Apertura           | Universitario de Deportes | Perú | 2008 |
| Primera División del Perú | Universitario de Deportes | Perú | 2009 |
| Primera División del Perú | Universitario de Deportes | Perú | 2013 |

### Títulos internacionales
| Título                   | Club                      | País | Año  |
| ------------------------ | ------------------------- | ---- | ---- |
| Copa Libertadores Sub-20 | Universitario de Deportes | Perú | 2011 |